# Lorenzo di Credi
Lorenzo di Credi (Florencia, h. 1459 – 12 de enero de 1537) fue un pintor y escultor florentino. Lorenzo di Credi comenzó a trabajar en el taller de Andrea del Verrocchio. Después de la muerte de su maestro, heredó la dirección del taller. Influyó en Leonardo da Vinci, que después le influyó a él en gran medida.
Una de las obras de Lorenzo se hizo famosa cuando algunos estudiantes alemanes y rusos vieron la relación entre la cara de Mona Lisa de Leonardo y el rostro de Catalina Sforza en un retrato de Lorenzo di Credi. Caterina Sforza fue la dama de Forlì e Imola, más tarde prisionera de César Borgia. El retrato, también conocido como La dama dei gelsomini, está actualmente en el Museo de Forlì.
La escultora y pintora francesa Louise Astoud-Trolley, durante el siglo XIX, realizó copias de cuadros de algunos artistas, entre otros Lorenzo di Credi.
|                                                              |
| María con el Niño y dos santos, primer tercio del siglo XVI. |

|                                                                       |
| Nuestra Señora y el joven San Juan Bautista adorando al Niño Venecia. |

|                                                      |
| Retrato de una joven, obra creada entre 1490 y 1500. |

|                                      |
| Retrato de Catalina Sforza, 1481-83. |